# Hager Burgstall
Der Hager Burgstall (vermutlich die abgegangene Burg Einbach) war eine Höhenburg im Ortsteil Oberrödham der Gemeinde Altschwendt im Bezirk Schärding von Oberösterreich.
Diese Anlage ist vermutlich im 12. oder 13. Jahrhundert entstanden. Wahrscheinlich war sie eine Burg der Waldecker und hat Einbach geheißen.
Der Talgrund des Einbaches weist bei der Einmündung eines namenlosen Gerinnes, etwa 0,3 Kilometer nordwestlich des Dorfes Einbach, drei Sporne auf, die nach der Planskizze des Johann Ev. Lamprecht alle bewehrt waren. Eine im Sommer 2012 erfolgte Begehung des Objektes ergab, dass der westliche und somit längste Sporn eine mächtige Wehranlage mit zwei etwa 20 bis 25 Meter langen Abschnittsgräben aufweist. Die Struktur der Anlage sowie Lesefunde (Keramik) weisen auf eine Erbauung bzw. Nutzung im 12. und 13. Jahrhundert hin. Der mittlere Sporn dürfte ebenfalls bewehrt gewesen sein, konnte jedoch aufgrund der dichten Vegetation nur partiell begangen werden (Eventuell ist hier eine Vorburg oder ein Flankenschutz anzunehmen). Der östliche Sporn weist keine Bewehrung auf.
Die Wehranlagen sind wegen dichter Vegetation und der Deponierung von Abfällen nur ansatzweise erkennbar. Zudem ist 1964 bei Planierungsarbeiten ein Teil der Anlage zerstört worden. In der Nähe des Hager-Gutes wurde zudem ein Erdstall gefunden. Die Anlage steht nicht unter Denkmalschutz.